# Villamol
Villamol è un comune spagnolo di 235 abitanti situato nella comunità autonoma di Castiglia e León.